# José María Lozano de Peralta
José María Lozano de Peralta Maldonado de Mendoza y González Manrique de Frago y Bonis (1756-1832), segundo Marqués de San Jorge de Bogotá y Vizconde de Pastrana, Caballero de Calatrava, encomendero de Morcote, Ten y Tamara, noveno poseedor del mayorazgo fue descendiente de aristócratas españoles y criollos. 
En 1789 es nombrado por la Real Audiencia como regidor y alcalde de Santafé de Bogotá.

## Biografía
Fue un acaudalado noble hacendado que nació en Bogotá, en el Virreinato de la Nueva Granada, hijo de Jorge Miguel Lozano de Peralta el I Marqués de San Jorge de Bogotá y de María Tadea González Manrique la también Marquesa de San Jorge. Se casó con la española Rafaela Quijada Isasi y Cumplido Benítez nacida en Jerez, Cádiz, Andalusia. 
Se sabe que para 1791 era del selecto grupo amigos del virrey Pedro de Mendinueta junto a Antonio Nariño y Primo Groot Alea.
En 1789 es nombrado por la Real Audiencia como regidor y Alcalde de Santafé de Bogotá y fue encargado de recibir al Virrey José de Ezpeleta en Fontibón, sucediéndolo un año más tarde Antonio Nariño. Entre esos años se involucra en diferentes grupos sociales y se vuelve miembro de las tertulias y círculos masones llamados El casino de literatos, El arcano de la filantropía y El Santuario. También de la junta de Policía del virrey para combatir el abandono de la ciudad y la delincuencia, aquella junta estaba compuesta por Juan Hernández de Alba, Primo Groot, Juan Salvador Rodríguez Lago, Francisco Domínguez Tejada y Antonio Nariño.
En 1792 compra la hacienda Matimá, en Tocaima, con más de 135 esclavos trabajando para una empresa de producción de miel y de aguardiente para abastecer a Santa Fe.
En 1794 es implicado en el proceso de conspiración contra el rey por la aparición de unos pasquines que formulaban un par de denuncias contra los oidores y esto sucedia al mismo tiempo que Antonio Nariño era detenido por la traducción y publicación de los derechos del Hombre. Ya absuelto se convierte en alcalde ordinario de primer voto en el cabildo de Santa Fe.
En 1800 escribe y presenta un memorial al rey de España en el cual describía el estado del virreinato, que era desastroso y necesitaba ayuda, curiosamente ese año también se convierte en marqués de San Jorge por real orden del 21 de diciembre de 1771 luego de pagar los impuestos junto con su hermano Jorge Tadeo para llevar el título.
En 1809 es designado por el virrey Amar y Borbón para disuadir a los rebeldes para disuadirlos de asistir a la suprema junta.
Fue miembro del consejo de Gobierno de 1812 junto a Domingo Caicedo Sanz de Santamaría, José Ignacio Gutiérrez, Primo Groot y Felipe de Vergara Azcárate.
El segundo marqués Tuvo varios hijos, una de ellas, María Tadea Lozano e Isasi se casó con su hermano menor Jorge Tadeo Lozano con el fin de mantener el título en la familia. Dos de sus hijas, Teresa y Manuela se casaron con miembros de una familia noble y aristocrática de Santafe de Bogotá, por un lado Teresa Lozano e Isasi se casaría con el político Luis de Ayala y Vergara y Manuela Lozano e isasi se casó con Juan de Vergara Azcárate, y uno de sus nietos sería José María de Vergara y Lozano uno de los principales generales de Simón Bolívar durante las independencias Americanas.
A la muerte del I Marqués José María inició gestiones ante el Consejo de Indias para que se le restituyera el título. El Consejo le pidió que pagara los derechos que debía su padre. En 1818 todavía no se le entregaba el nombramiento aunque desde 1810 se hizo llamar Segundo Marqués de San Jorge de Bogotá.